# Blastwave
Blastwave.org war eine im Besitz von Dennis Clarke befindliche kanadische Firma, die freie Software für das Betriebssystem Solaris von Sun angepasst und fertige Pakete dieser Software bereitgestellt hat.
Blastwave beheimatete viele Solaris-orientierte Projekte, auch das bekannte CSW-Projekt, welches nach der Spaltung im August 2008 unter dem Namen OpenCSW weitergeführt wurde.
Am 20. September 2012 wurde der Betrieb von Blastwave eingestellt und die Webseiten sind nicht mehr erreichbar.